# Jean Boussard
Pour les articles homonymes, voir Boussard.
Jean Marie Boussard, né le 7 septembre 1844 à Cry (Yonne) et mort le 14 juin 1923 à Paris, est un architecte français.

## Biographie
Jean Marie Boussard est né dans une famille bourgeoise de l'Yonne. Il est le fils de Marie Louis Gabriel Boussard, médecin âgé de 31 ans, et de Anne-Joséphine Élisabeth Benoit, âgée de 23 ans. Son grand-père paternel était marchand de bois.
Après ses études primaires passées dans l'Yonne, Jean Boussard monte à Paris où il rejoint l'atelier d'Alexis Paccard à l’École des Beaux-Arts au milieu des années 1860. Fait remarquable, il ne concourt pas pour le traditionnel prix de Rome[réf. nécessaire].
Sa carrière débute véritablement lorsqu'il intègre les Postes et Télégraphes en 1872. C'est pour le compte de cette administration qu'il construit ses bâtiments les plus prestigieux durant le dernier quart du XIXe siècle. Il fait appel à des illustrateurs et graveurs, tels Georges Garen qui fut son élève.
L'architecte s'illustre aussi dans le domaine de l'architecture domestique. Il réalise ainsi, principalement dans les 5e et 16e arrondissements de Paris, plusieurs immeubles d'habitation richement décorés. Il fait édifier également des villas « romaines » en banlieue parisienne et en province, telle celle d'Épinal (Vosges). 
Enfin, Jean Boussard s'intéresse de près à l'architecture funéraire et conçoit plusieurs projets de tombeaux à Paris comme en province. Le plus abouti semble être celui de la famille De Courtais situé à Doyet (Allier).
Son agence est située 38 rue Ribera à Paris, dans un immeuble qu'il a lui même construit.
Parallèlement à sa carrière de bâtisseur, Jean Boussard s'illustre dans le domaine de l'édition. Ainsi est-il à l'origine de nombreux recueils d'architectures et d'articles publiés dans les revues Le Moniteur des architectes, la Revue générale d'architecture et des travaux publics ou La Semaine des constructeurs ainsi que dans L'Encyclopédie d'architecture. 
Jean Marie Boussard meurt le 14 juin 1923 en son domicile du 41 rue Ribera, à Paris ; il est inhumé au cimetière de Cry.

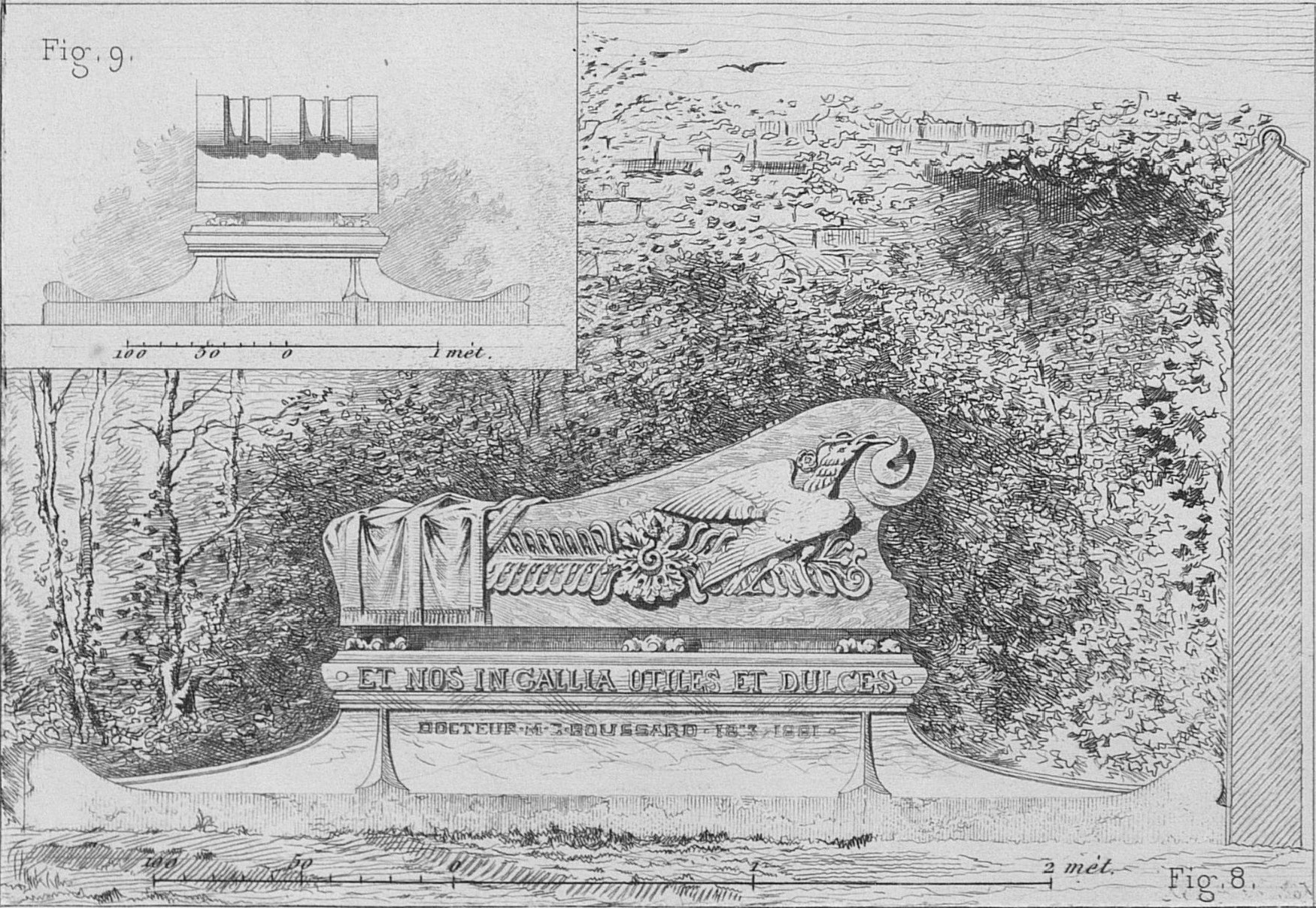
Gravure représentant le tombeau de Jean Boussard tirée de la Revue générale de l'architecture et des travaux publics, 1887.

## Réalisations

### Immeubles et maisons d'habitation
- 48-50 rue des Bernardins à Paris 5e  (1879)[9],[10]. Sur le pan coupé de la rue des Écoles, médaillon de Gaspard Monge (1746-1818).
- 66 avenue Kléber et 2 rue Cimarosa à Paris 16e (1880). Immeuble non signé de cinq étages à sept et six fenêtres. La double porte semble postérieure. Médaillon de Domenico Cimarosa au coin.
- 93 avenue Kléber à Paris (1880). Immeuble signé et daté, de 6 étages et 7 fenêtres. Grand balcon filant au 5e étage.
- 24 boulevard Saint-Germain à Paris 5e (1881).
- 7-9 place des Ternes (La cité mondaine) à Paris 17e (1881-1882). Grand immeuble de 6 étages signé et daté dont les entrées se rejoignent sur une cour circulaire à 25 fenêtres. Fenêtres au coin et sur l'avenue de Wagram. Le sol des entrées est signé par l'entreprise Corbassière. Balcon filant en pierre au 5e étage.
- 21 boulevard Saint-Germain à Paris (1881-1882, gravé). Immeuble de 6 étages tous différents avec 8 fenêtres par étage, signé J. Boussard. Fronton remarquable. Grand vestibule de classe. De part et d'autre de la double porte d'entrée, deux cariatides, sans bras ni jambes, se font face.
- 21 rue Greneta à Paris 2e (1885). Immeuble de six étages à neuf fenêtres, signé.
- 17 rue des Bernardins à Paris 5e (1890).
- Maison romaine d’Épinal (1892). Maison particulière d'une industrielle devenue siège de la bibliothèque municipale, aujourd'hui service des affaires culturelles de la ville d’Épinal.
- 4 rue Jean-Goujon à Paris 8e (1894).
- 41 et 45 rue Ribera à Paris 16e (1894).
- 40 et 42 rue Ribera et 5 rue Dangeau à Paris 16e (1894).
- 76 et 78 avenue Mozart, 2 rue de l'Yvette et 13-15, rue de la Cure (arrière) à Paris 16e (1896).
- 37 rue Ribera à Paris 16e (1898). Hôtel particulier de trois étages, construit par l'architecte pour lui-même[11]et aujourd'hui démoli.
- Château des Hautes-Montées (Château de la Chênaie) à Orléans  (1898),
- 1 rue de l'Yvette à Paris 16e (1911).
- 4 rue de l'Yvette à Paris 16e (1911).
- 6 rue Jasmin, à Paris 16e (1914-1916).
- 3 boulevard du 11-Novembre à Auxerre. Hôtel particulier.
- Villa La Montagne à Champigny-sur-Marne.

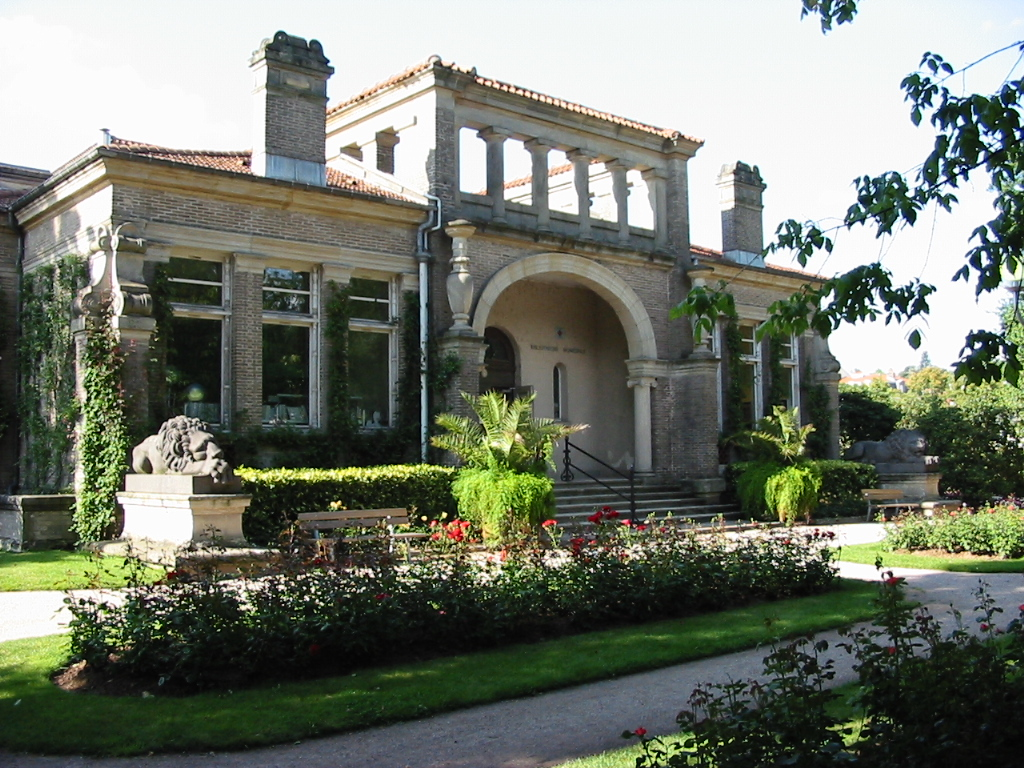
Maison romaine d'Epinal (Vosges).
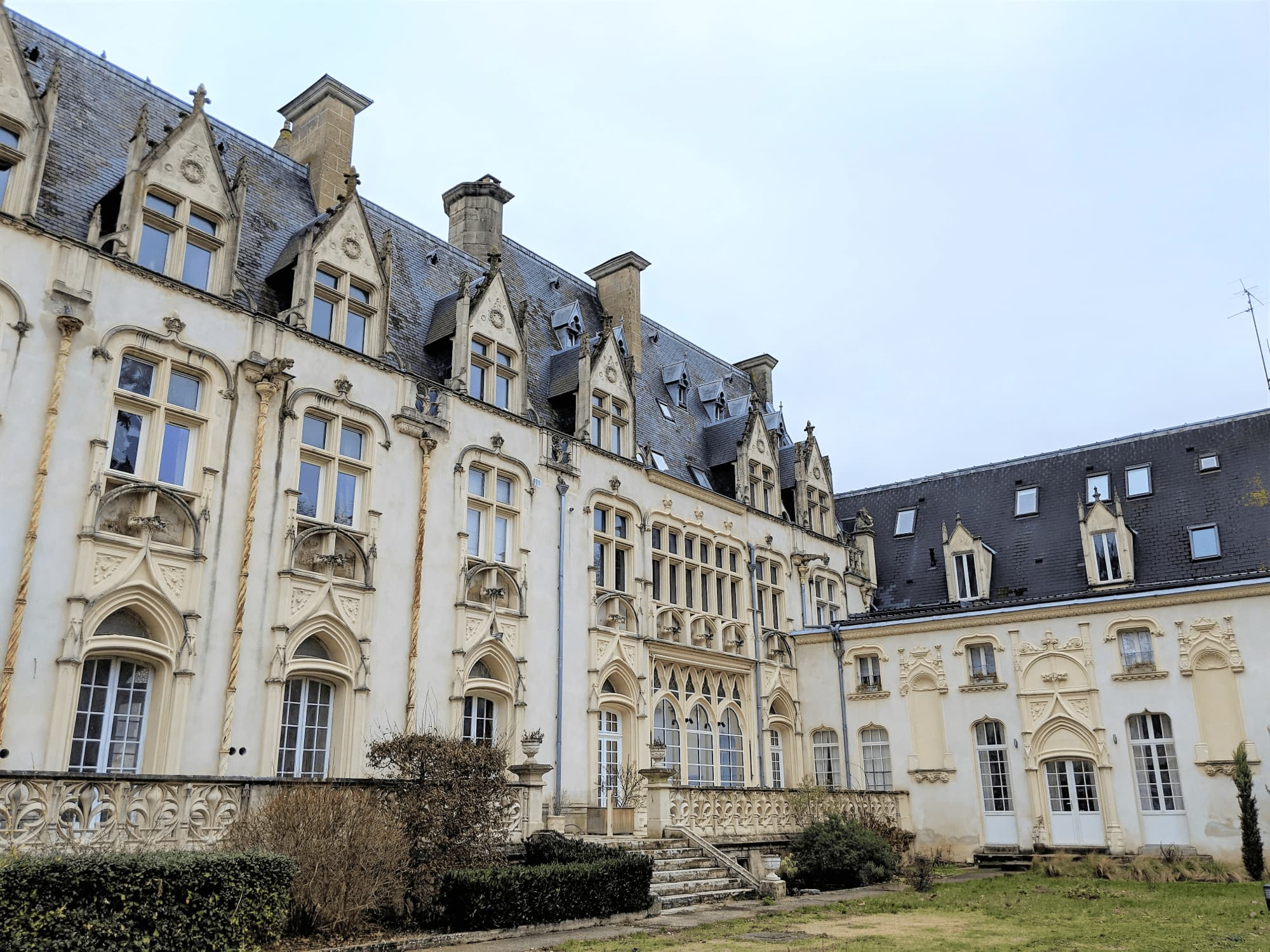
Château de la Chênaie à Orléans (Loiret).
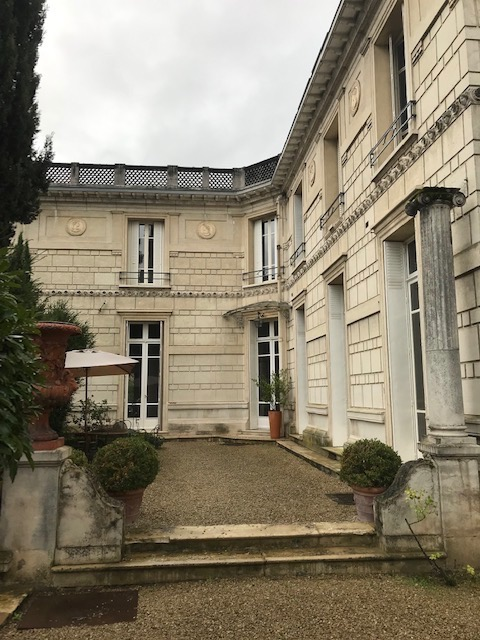
Hôtel particulier à Auxerre.

### Architecture postale
- Hôtel des Postes d'Angers (1887). Désaffecté et actuellement occupé par un café[12].
- Caisse nationale d'épargne, rue Saint-Romain à Paris 6e (1890). Actuellement siège de La Banque postale.
- Caisse d'épargne à Saint-Florentin (1890). Actuellement hôtel de ville.
- Hôtel des Téléphones (Central Gutenberg), 46bis rue du Louvre et 55 rue Jean-Jacques-Rousseau à Paris 1er (1890). Partiellement incendié en 1908 et remanié par Charles Giroud[4].
- Grande Poste de Bordeaux (1892)[13].
- Hôtel des Postes de Fontainebleau (1893).
- Central téléphonique Chaudron, 22 rue Chaudron à Paris 10e (1896). Désaffecté et remplacé par le Central téléphonique de La Villette.
- Poste téléphonique, 27 rue des Renaudes à Paris 17e (1897)
- Hôtel des Postes d'Orléans (1898).
- Central téléphonique Ségur, 55 avenue de Saxe à Paris 7e (1899-1900). Modifié à plusieurs reprises, actuellement partie de l'Hôtel Hilton Paris Eiffel[14].

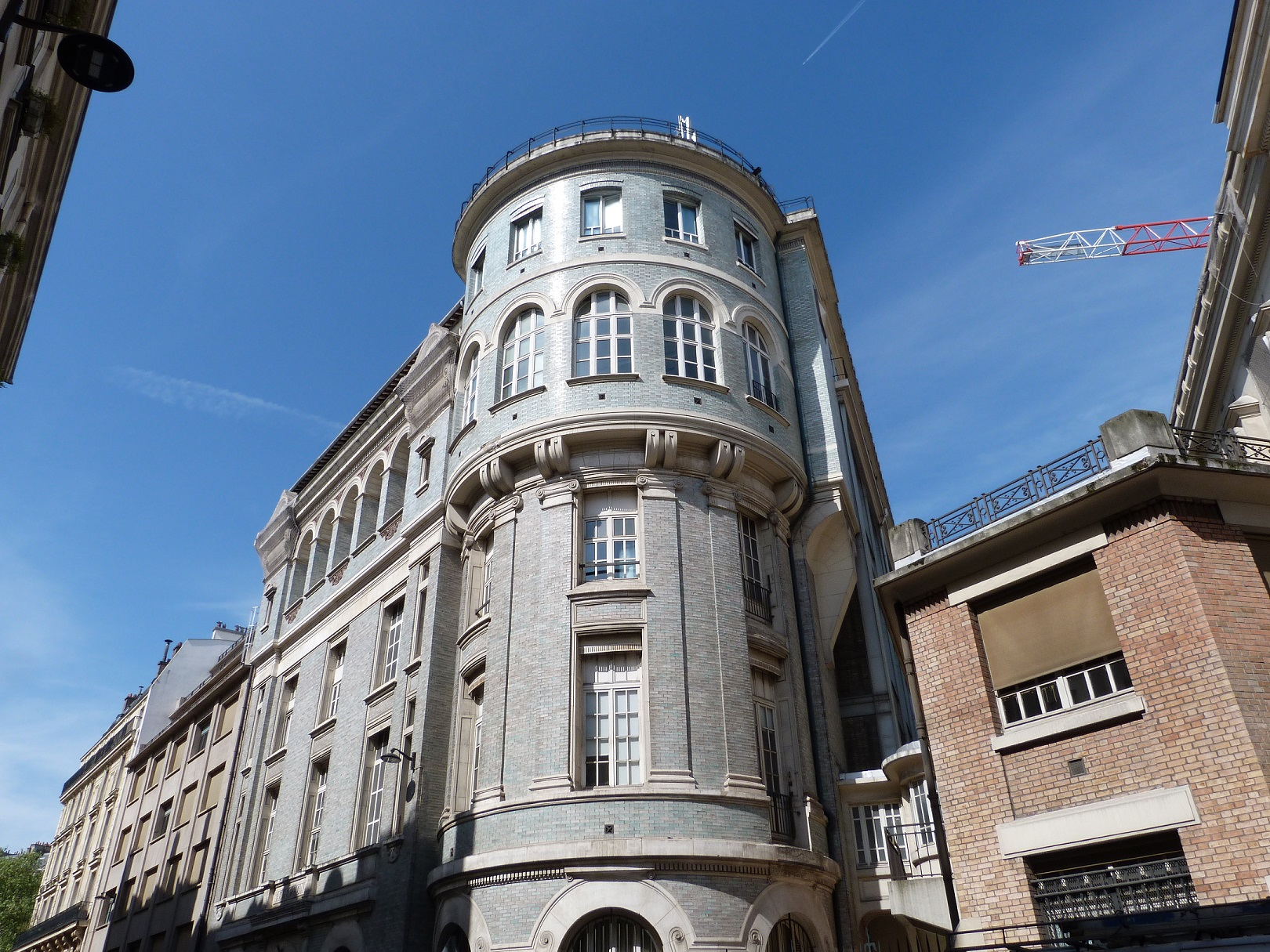
Hôtel des Téléphones rue Jean-Jacques Rousseau à Paris.
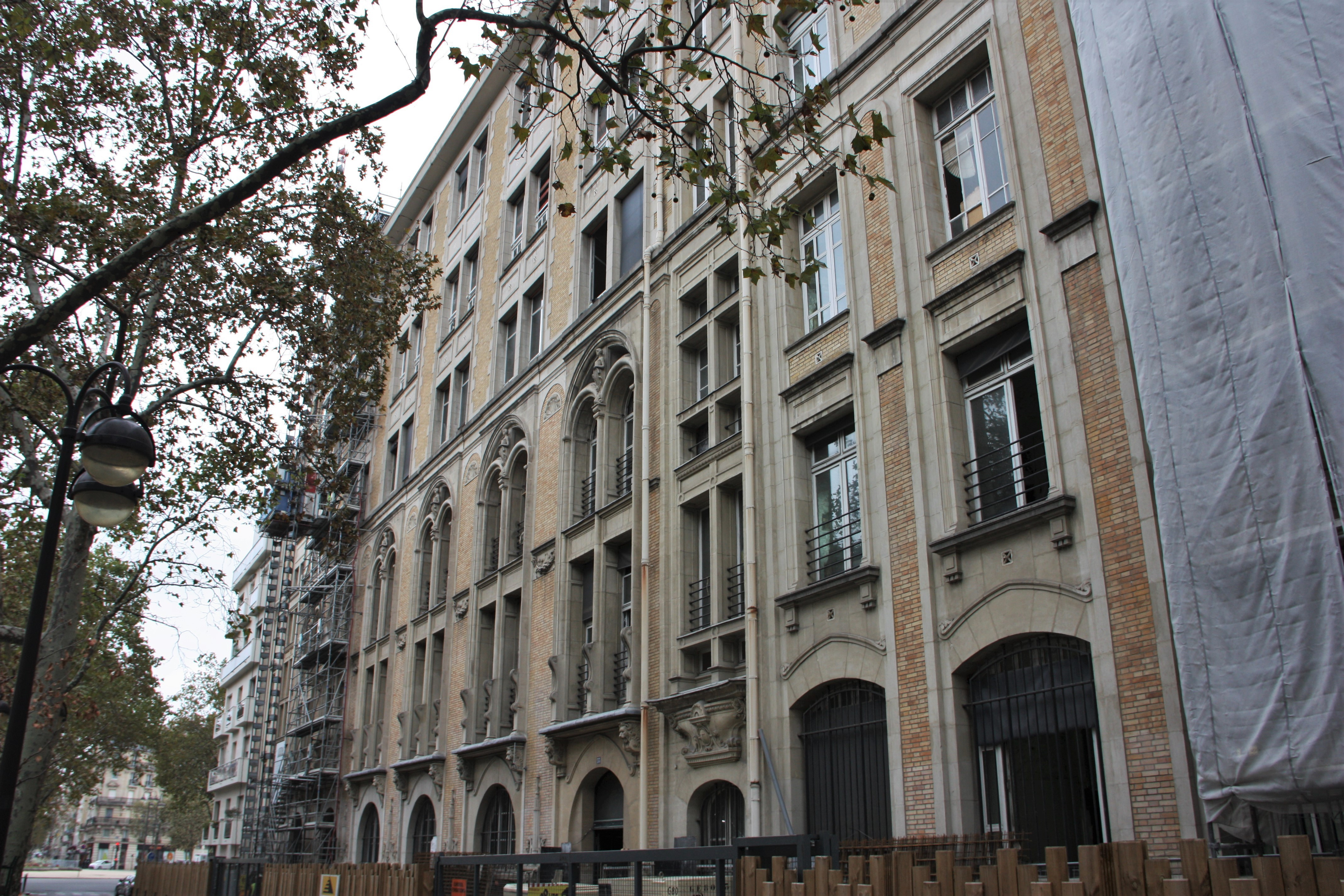
Central téléphonique Ségur à Paris
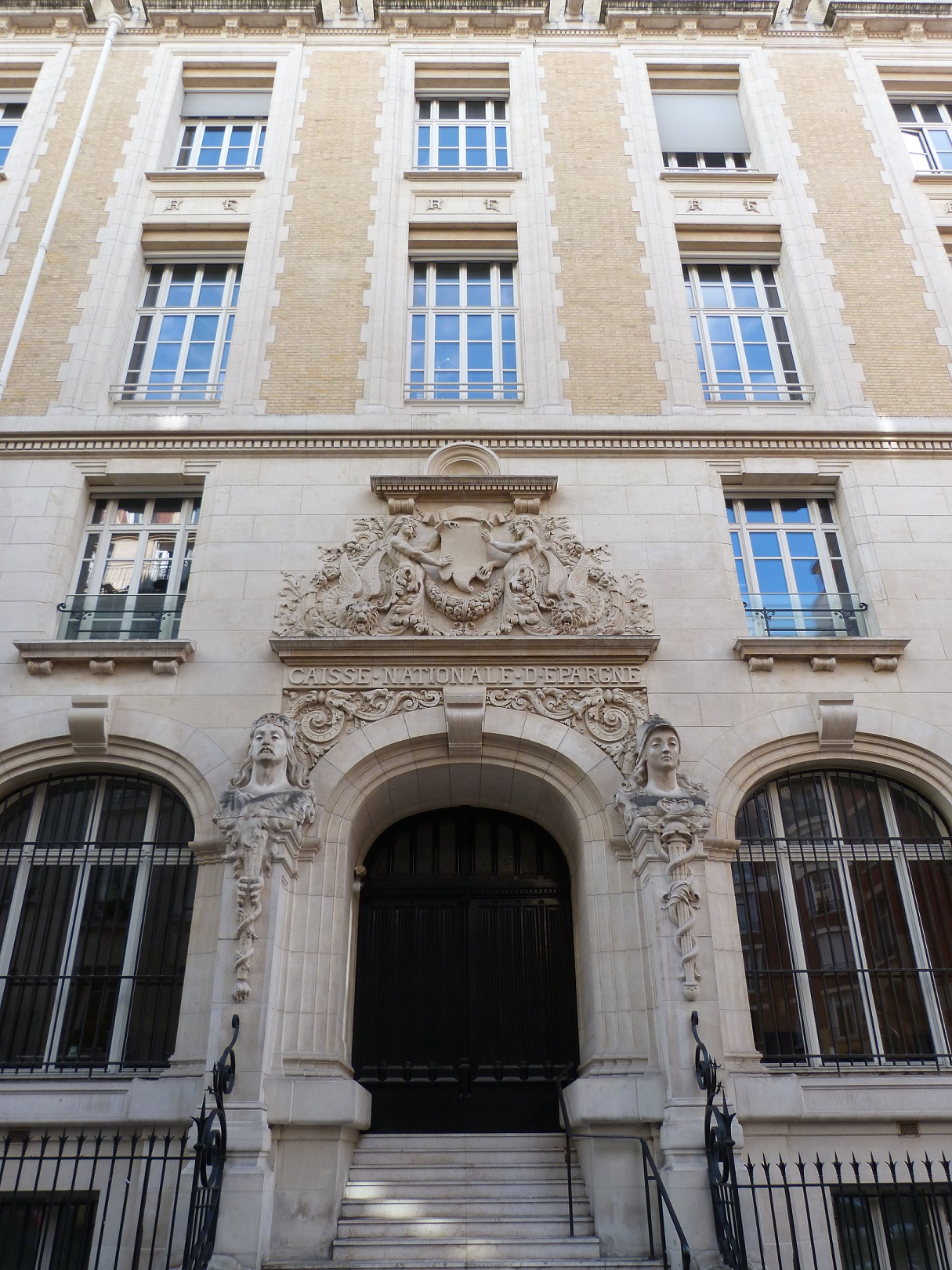
Caisse nationale d'épargne rue Saint-Romain à Paris.
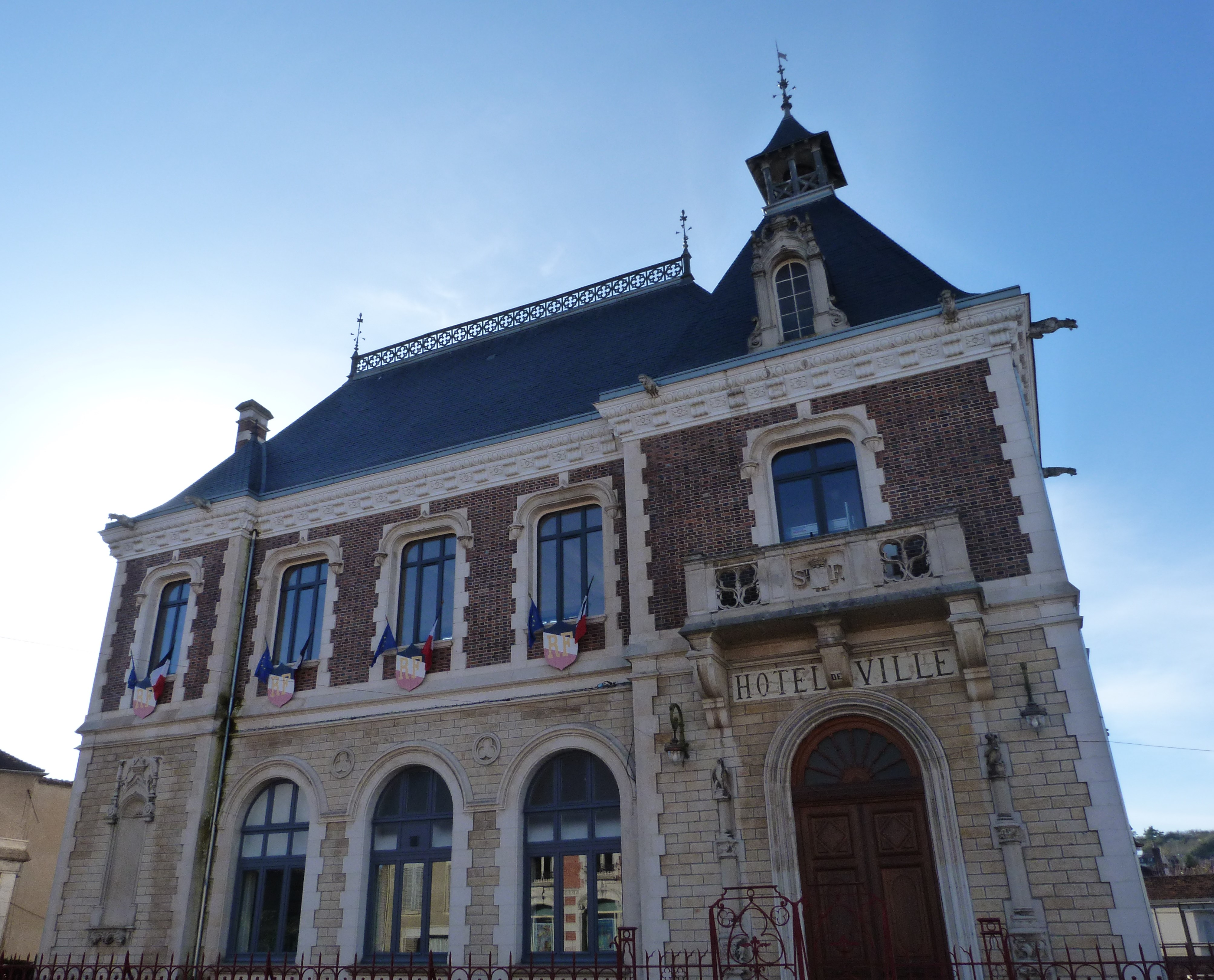
Hôtel de Ville de Saint-Florentin (Yonne).

### Tombeaux
- Tombeau de Charles Bontemps à Meudon[6]
- Tombeau Florens à Paris.

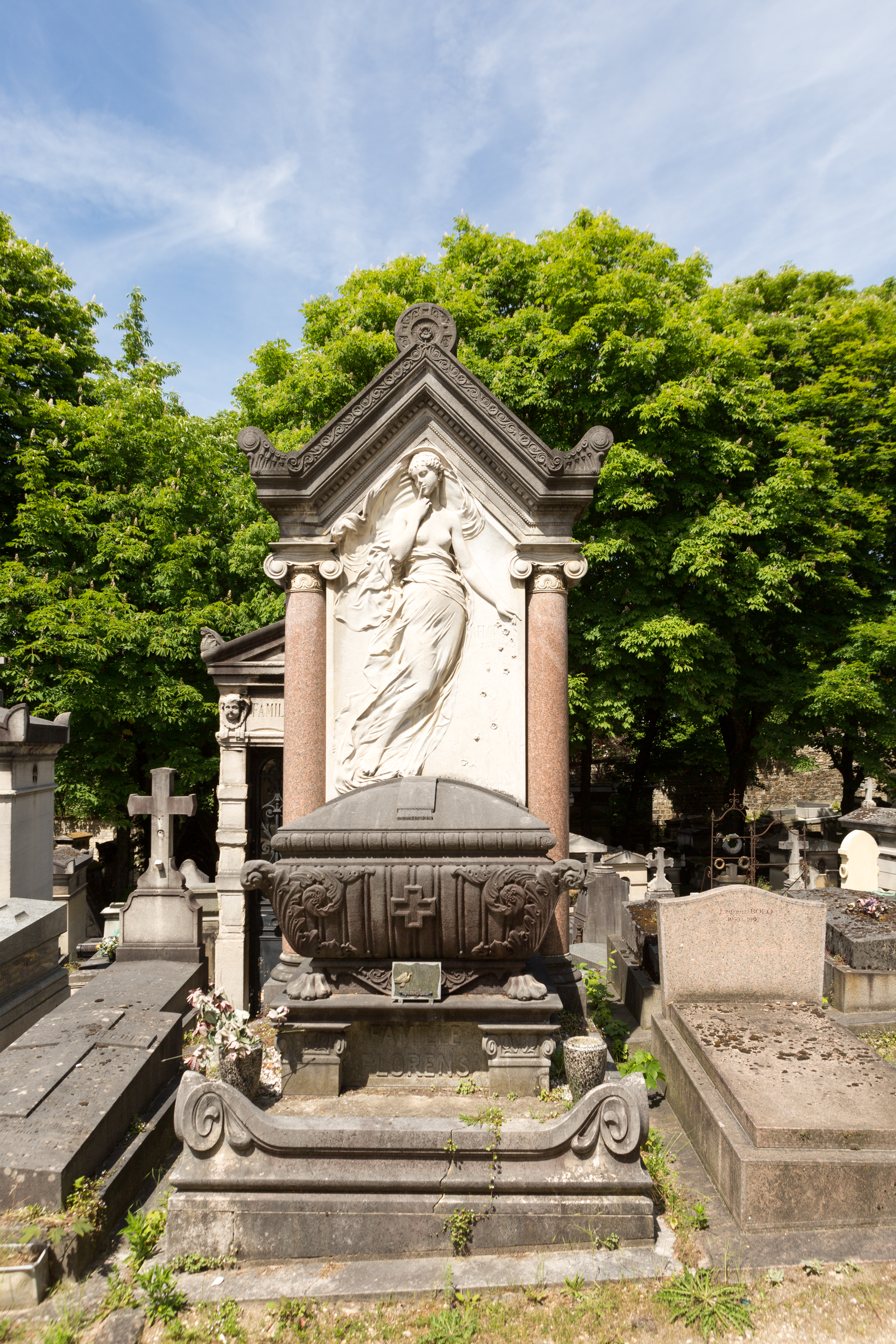
Tombeau Florens (cimetière du Père-Lachaise à Paris).

## Publications

### Ouvrages gravés
- Études sur l'art funéraire moderne dans ses conceptions les plus pratiques : chapelles, sarcophages, stèles et croix, parallèle des différents genres de construction, ornements allégoriques, Paris, Librairie polytechnique de J. Baudry, 1870, 200 pl.
- Concours de l'École des beaux-arts : médailles et mentions, t. 1, Paris, Vve A. Morel, 1874, 12 p.-36 pl. (lire en ligne).
- Concours de l'École des beaux-arts : médailles et mentions, t. 2, Paris, Vve A. Morel, 1875, 12 p.-36 pl. (lire en ligne).
- Constructions et décorations pour jardins : kiosques, orangeries, volières, abris divers, Paris, Vve A. Morel, 1879-1881, 50 pl.
- Études sur l'art funéraire moderne, Paris, Librairie polytechnique de J. Baudry, 1881, 16-52 p. (lire en ligne).
- Petites Habitations françaises : maisons-villas-pavillons, Paris, Vve A. Morel, 1881, 104 col.-100 pl.
- Choix de fontaines décoratives, Paris, Vve A. Morel, 1883, 40 pl.
- Recueil des tombeaux les plus remarquables exécutés de nos jours et représentés en perspective, Paris, Librairie polytechniques de J. Baudry, s.d., 52 pl.

### Monographies
- Conseils pratiques de construction : La Maison française, ce qu'elle est, ce qu'elle devrait être, Paris, A. Lévy, 1883, IV-110 p.-14 pl.
- L'Art de bâtir sa maison, Paris, Librairie des imprimeries réunies, 1887, 468 p. (lire en ligne).